# Municipio de Victory (Minnesota)
El municipio de Victory (en inglés: Victory Township) es un municipio ubicado en el condado de Lake of the Woods en el estado estadounidense de Minnesota. En el año 2010 tenía una población de 7 habitantes y una densidad poblacional de 0,08 personas por km².

## Geografía
El municipio de Victory se encuentra ubicado en las coordenadas 48°28′56″N 94°44′8″O / 48.48222, -94.73556. Según la Oficina del Censo de los Estados Unidos, el municipio tiene una superficie total de 92.61 km², de la cual 92,48 km² corresponden a tierra firme y (0,14 %) 0,13 km² es agua.

## Demografía
Según el censo de 2010, había 7 personas residiendo en el municipio de Victory. La densidad de población era de 0,08 hab./km². De los 7 habitantes, el municipio de Victory estaba compuesto por el 100 % blancos. Del total de la población el 0 % eran hispanos o latinos de cualquier raza.